# Sachsenwald
Le Sachsenwald (bois de Saxe, en français) est l'un des deux gemeindefreie Gebiete du land de Schleswig-Holstein. Ce bois se trouve à l'est de Hambourg, dans le nord-ouest de l'arrondissement du duché de Lauenbourg et à la limite de l'arrondissement de Stormarn.

## Géographie
Avec ses 70 km2, la Sachsenwald est le plus gros domaine forestier de Schleswig-Holstein. Il est géré par l'administration de Hohe Elbgeest.
Le bois se divise en trois parties (dite Revier) :
- Revier Aumühle
- Revier Wohltorf
- Revier Stangenteich

Au recensement du 25 mai 1987, Sachsenwald était inhabité, malgré la présence de 6 lieux d'habitations à :
- Am Riesenbett
- Kupfermühle
- Saupark
- Stangenteich
- Wildpark
- Witzhaver Viert

La Schwarze Au traverse la Sachsenwald en direction de l'est pour finalement se jeter dans l'Elbe. Le long de la limite nord coule la Bille, qui rejoint la Schwarze Alu à Aumühle.
Le Sachsenwald est surtout une forêt de feuillus. Il y a également quelques pâtures sur le domaine.
La plaine de la Bille est un domaine naturel protégé et inscrite à la Directive habitats.

### Utilisation de la surface
Le domaine est constitué à 94 % de bois, de 3 % de surfaces agricoles, ainsi que 3 autres pourcents pour les voies de circulation:
| Surface 31.12.2004                | hectare | Pourcentage |
| --------------------------------- | ------- | ----------- |
| Bois                              | 5490    | 93,9        |
| Agriculture                       | 145     | 2,5         |
| Marais                            | 6       | 0,1         |
| Voie de circulation (hors routes) | 22      | 0,4         |
| Routes, chemins et places         | 132     | 2,3         |
| habitats                          | 1       | 0,0         |
| surface non utilisée              | 1       | 0,0         |
| surface exploitée                 | 8       | 0,1         |
| Surface en démolition             | 0       | 0,0         |
| eau                               | 23      | 0,4         |
| Unland                            | 16      | 0,3         |
| total                             | 5849    | 100,0       |

## Circulation

### Routes et chemins
La Sachsenwald est un lieu où les habitants de Hambourg viennent souvent se reposer. Elle est entourée de nombreuses routes, et est en contact à l'ouest avec la banlieue de Hambourg.  
Les axes principaux sont:
- l'A24, qui traverse le nord de la forêt sur 4 km.
- la B404, sur 5,5 km de Kasseburg à Schwarzenbek.
- la L 208, la Sachsenwaldstraße longue de 10 km.
- la L 314 sur 6 km de Aumühle vers Dassendorf.

La forêt est également traversée de nombreux chemins forestiers et de petits chemins.
- Schlossweg
- Witzhaver Viert
- Lindenallee
- Börnsener Weg
- Königsallee
- Börnsener Mühlenweg
- Baumweg
- Saupark
- Stangenteich
- Radekamp
- Stangenteichshorst

### Chemin de fer
- Le domaine est traversé par la ligne Kursbuchstrecke 100 Hamburg-Schwerin-Rostock, qui est emprunté par les trains régionaux R20 s'arrêtant dans les gares environnantes de Aumühle, Friedrichsruh et Schwarzenbek.
- La S-Bahn 21 de Hambourg dont le terminus se trouve à Aumühle.

### Communes environnantes
Les communes environnantes sont les suivantes (classé dans le sens horaire) :
| Carte de l'arrondissement du duché de Lauenbourg | Communes de l'arrondissement du duché de Lauenbourg | Carte de l'arrondissement de Stormarn | Communes de l'arrondissement de Stormarn |
| ------------------------------------------------ | --- | ------------------------------------- | ---------------------------------------- |
|                                                  | - Kuddewörde - Kasseburg - Möhnsen - Havekost - Grove - Schwarzenbek - Brunstorf - Dassendorf - Kröppelshagen-Fahrendorf - Börnsen - Wentorf bei Hamburg - Wohltorf - Aumühle |                                       | - Reinbek - Witzhave - Grande            |

## Histoire

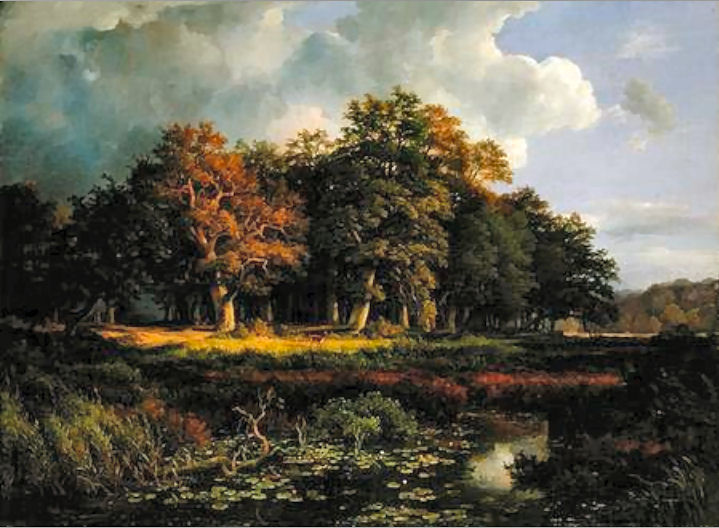
La Sachsenwald au XIXe siècle. Tableau de Adolph Friedrich Vollmer (1852)

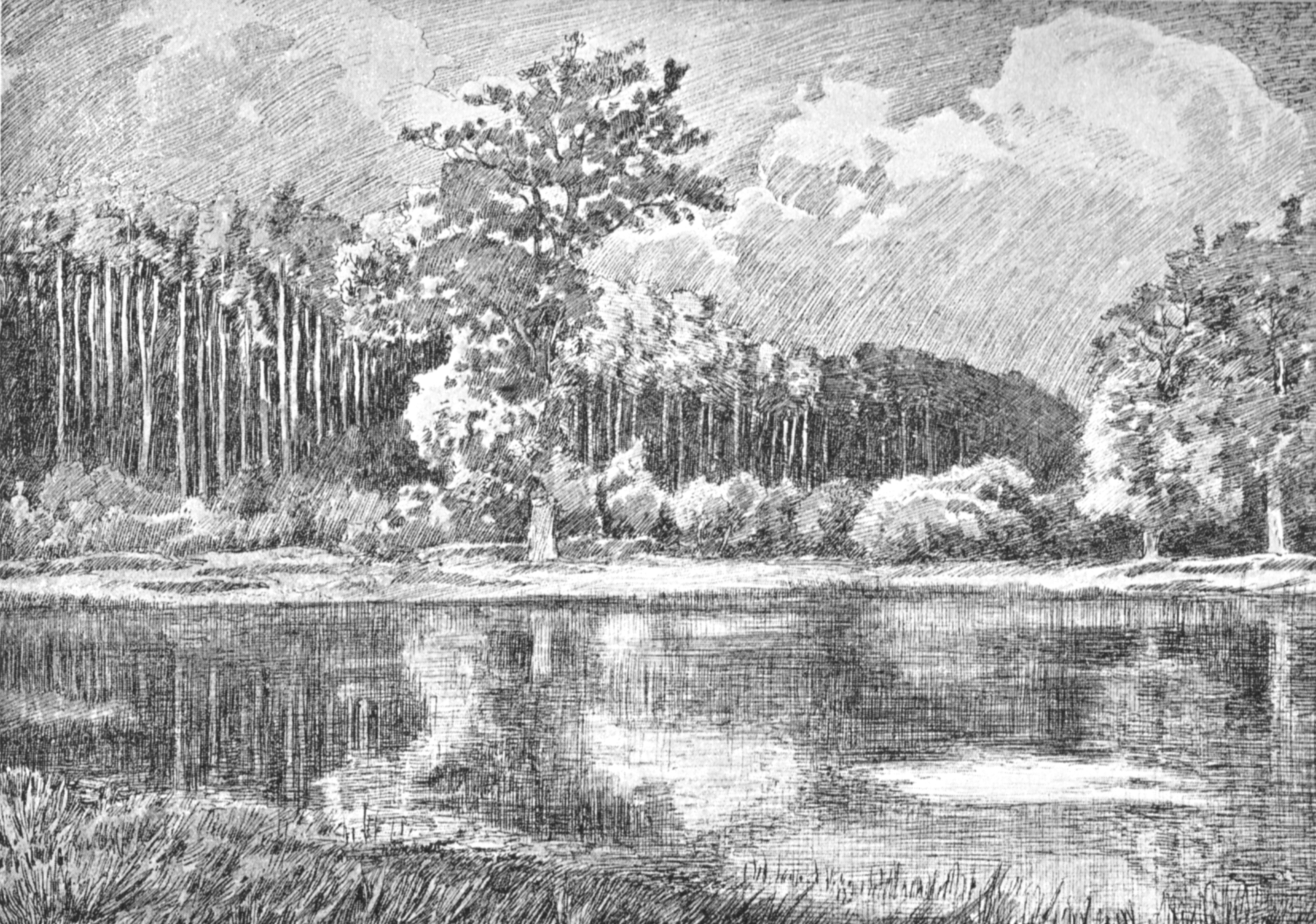
étang dans la Sachsenwald, dessin de 1895

Le Sachsenwald est le reste d'une immense forêt de chênes et de hêtres qui s'étalait depuis la mer Baltique jusqu'en Basse-Saxe. Dès l'âge de pierre, l'homme s'installe dans la forêt et utilise les petites clairière pour l'agriculture et les bois pour engraisser les cochons.
Les plus vieilles preuves de la présence humaine dans la Sachsenwald et dans les environs de Hambourg datent du IVe siècle av. J.-C. Mais comme à Hambourg, la présence de mégalithes laisse penser que l'homme y était déjà bien auparavant.
Le déboisement massif commence dès le Ier siècle de notre ère, si bien qu'au Moyen Âge la forêt a quasiment disparu.
Déjà au Moyen Âge, la forêt est l'objet de dispute entre le duché de Saxe-Lauenburg et les villes hanséaniques de Hambourg et Lübeck. Le traité de Perleberg entre les trois partis, attribue la moitié de la forêt aux 2 villes qui administre celle-ci depuis Bergedorf.
Par la suite l'empereur Guillaume Ier d'Allemagne offre, le 24 juin 1871, le bois à son chancelier Otto von Bismarck pour service rendu à l'occasion de l'unification allemande. Encore aujourd'hui, Sachsenwald appartient en grande partie à ses descendants. En 2003, l'armateur Eberhard de Rantzau (de) rachète un tiers de la forêt à la famille von Bismarck.
L'ancêtre du gemeindefreies Gebiet de Sachsenwald est le domaine forestier de Schwarzenbek, qui tire son nom du domaine éponyme au sud-est de Sachsenwald. Il appartenait au district de Friedrichsruh et au Kreis de Lauenbourg. Avec une superficie de 73,69 m2, il était plus grand que le domaine actuel. Le recensement du 1er décembre 19100 y dénombrait 916 habitants. Le 1er juillet 1927, le domaine de Schwartenbek change de nom est devient le domaine de Friedrichsruh.
Conjointement à la dissolution de la Prusse en 1928 et 1929, le domaine est rayé des listes le 30 septembre 1929. Une partie grande de 14,46 km2 est incorporée aux communes avoisinantes, tandis que la partie restante, grande de 59,23 km2 devient le domaine de Sachsenwald. En 1950, on lui dénombre 58,55 km2 et 58,49 en 1961, qui est sa surface actuelle.
Le 27 novembre 1967, Sachsenwald passe sous administration de Aumühle-Wohltorf, qui est nouvelle unité administrative. Avec la réforme administrative du Schleswig-Holstein du 1er janvier 2008, l'administration d'Aumühle-Wohltorf est dissoute et remplacée par cele de Hohe Elbgeest.
L'administrateur du domaine, tout comme les maires, est un membre du comité de direction de Hohe Elbgeest, mais n'a pas de droit de vote. Une modification du règlement interne a rendu une décision de justice sur le sujet inutile.

## Attractions touristiques
- Château de Friedrichsruh avec le musée et le mausolée de Bismarck.
- Jardin des papillons à Friedrichsruh (ouverture saisonnière)
- Mur d'escalade
- Fondation Bismarck à la gare de Friedrichsruh
- Les poulaillers „Alter Hau“